# Banca centrale delle Comore
La Banca centrale delle Comore (in francese Banque Centrale des Comores) è la banca centrale delle Comore, un gruppo di isole nell'oceano Indiano.

## Descrizione
Lo statuto della Banca centrale delle Comore (BCC) stabilisce che il suo consiglio di amministrazione deve essere composto da otto membri scelti dal governo delle Comore, dalla banca centrale francese (Banque de France) e dal governo francese.  La carica di direttore della Banca centrale delle Comore è assunta da un funzionario della Banque de France.
La sede centrale della banca si trova a Moroni e l'attuale presidente della banca è Younoussa Imani.

## Sistema bancario
Il sistema bancario delle Comore è costituito da sei banche diverse: la banca centrale (BCC); la Banque pour l’Industrie et pour le Commerce-Comores (BIC-C), la Banque de Développement des Comores (BDC), la Banque Fédérale de Commerce (BFC), la Exim Bank Comores SA e la Société Nationale des Postes et des Services Financiers (SNPSF).
Uno dei ruoli della BCC è di approvare l'istituzione di nuove banche su tutte e tre le isole dell'Unione delle Comore (Grande-Comore, Anjouan e Mohéli).